# ویلیام رابرتز
ویلیام رابرتز (به انگلیسی: William Roberts)، (زاده ۵ ژوئن ۱۸۹۵ - درگذشته ۲۰ ژانویه ۱۹۸۰) نقاش و هنرمند جنگ بریتانیایی بود. وی نمادهایی از زندگی کارگران را به شیوه کوبیسم نگارگری می‌کرد. او عضو گروه لندن بود. با عنوان صحنه‌نگار در جنگ‌های جهانی اول و دوم حضور داشت. او ارتباط محکمی با سبک دوران‌گری داشت.

## آثار
- شام‌خورندگان (۱۹۱۹)
- نخستین یورش شیمیایی آلمان‌ها در ایپر (۱۹۱۸)